# Нерак
Нера́к (фр. и окс. Nerac) — город и коммуна на юге Франции, в департаменте Ло и Гаронна.

## География
Город Нерак находится на берегу реки Баиз, левом притоке Гаронны. Эта местность является частью винодельческого региона Бузе.

## История
C XIII века история города Нерак связана с феодальной фамилией д’Альбре. В XV столетии, в результате брака Иоанна III д’Альбре с последней королевой Наварры из рода де Фуа, Екатериной, он в 1484 году становится королём Наварры. В XVI столетии небольшой Нерак, где находился наваррский королевский двор, начинает играть важную роль в общефранцузской политике. В 1527 году сын Иоанна III, Генрих II, женится на сестре французского короля Франциска I, Маргарите, известной в своё время писательнице, автора Гептамерона. Вместе с ней в Нерак переезжают многие деятели культуры, поэты, учёные и гуманисты. Дочь Генриха II, Жанна, в 1548 году выходит замуж за Антуана де Бурбона, герцога де Вендом и переходит в протестантизм. В 1572 году, по согласию протестантской королевы Наварры Жанны III и французской вдовствующей королевы Екатерины Медичи, бракосочетались их дети, Генрих III, король Наварры и Маргарита принцесса Французская (известная как «королева Марго»). Так как незадолго до этой свадьбы Жанна скончалась (предположительно, отравленная по приказу Екатерины Медичи), то она не присутствовала на свадьбе и избежала печальной участи многих своех единоверцев-гугенотов, прибывших на сбракосочетание Генриха и Маргариты в Париж и убитых во время Варфоломеевской ночи. Генрих был вынужден принять католичество и до 1576 года был удерживаем в Лувре. Вернувшись в Нерак, он в 1578—1579 годы ведёт переговоры с Екатериной Медичи, в результате чего был согласован Неракский договор, регулировавший отношения между протестантами и католиками во Франции, предшественник Нантского эдикта. В 1621 году, в годы правления во Франции короля Людовика XIII, Нерак во время внутренних смут был взят войсками герцога Генриха Майеннского, разрушившего затем его городские укрепления.

## Досторимечательности
- Музей семейства д’Альбре в Неракском замке

## Известные личности
- Жак Рома (1713—1776), физик
- Зульма Буффар (1841—1909), актриса-субретка
- Франсуа Дарлан (1881—1942), адмирал и политик
- Мишель Польнарефф (* 1944), поп-музыкант и певец

1. 1 2  база данных о французских коммунах — Национальный географический институт Франции, 2015.
2. ↑  https://data.geopf.fr/telechargement/download/GEOFLA/GEOFLA_2-2_COMMUNE_SHP_LAMB93_FXX_2016-06-28/GEOFLA_2-2_COMMUNE_SHP_LAMB93_FXX_2016-06-28.7z — 2016.